# Prozorska sahat-kula
Prozorska sahat-kula se nalazi u gradu Prozoru stotinjak metara sjeverno od harema Čarsijske džamije.  Prozorska sahat-kula je sagrađena oko 1700. godine a danas se nalazi na privremenoj listi nacionalnih spomenika Bosne i Hercegovine. Sahat-kula je zadužbina Nuhefendića kao i džamija nedaleko od nje. 
Baza kule je četverokut sa stranicama oko 4 x 4 metra, pokrivena je piramidastim krovom pod limom. Visina iznosi oko 20 metara. Ova sahat-kula nije imala mina (kazaljki) i podne se oglašavalo zvonom. Postoji priča da su Talijani za vrijeme okupacije tokom Drugog svjetskog rata odnijeli sahat s kule. 
Prilikom bombardiranja Prozora 1942. i 1943. godine rastreseni su joj zidovi i od završetka drugog svjetskog rata više nije u upotrebi.

## Vanjske poveznice
- Prozorske sahat-kule